# Comuna Bilkî, Illinți
Bilkî (în ucraineană Білки) este o comună în raionul Illinți, regiunea Vinnița, Ucraina, formată din satele Bilkî (reședința) și Prîvilne.

## Demografie
Componența lingvistică a satului Bilkî
     Ucraineană (98,72%)
     Rusă (1,18%)
     Alte limbi (0,1%)
Conform recensământului din 2001, majoritatea populației satului Bilkî era vorbitoare de ucraineană (98,72%), existând în minoritate și vorbitori de rusă (1,18%).